# Democracia semidireta
Uma democracia semidireta (AO 1945: democracia semi-directa) é um regime de democracia em que existe a combinação de representação política com formas de democracia direta. No mundo atual o sistema que mais se aproxima dos ideais da democracia direta é a democracia semidireta da Suíça.
A Democracia semidireta, conforme Norberto Bobbio, é uma forma de democracia que possibilita um sistema mais bem-sucedido de democracia frente às democracias representativa e direta, ao permitir um equilíbrio operacional entre a representação política e a soberania popular direta. A prática desta ação equilibrante da democracia semidireta, segundo Paulo Bonavides, limita a “alienação política da vontade popular”, onde “a soberania está com o povo, e o governo, mediante o qual essa soberania se comunica ou exerce, pertence ao elemento popular nas matérias mais importantes da vida pública”.
Para Dênis Moura uma democracia semidireta ideal seria aquela em que a maioria, tendo poder de decisão sobre todas as decisões colectivas que lhe diz respeito, decide sobre as que considera mais importantes, ao intervir em quorum deliberativo majoritário sobre as mesmas, e delega a decisão sobre as menos importantes, por quorum deliberativo minoritário (e desta forma omissivo), aos representantes eleitos para este fim.

## Democracia semidireta na prática
Há problemas de participação do eleitorado em votações, e os assuntos afeitos à legitimidade do quorum deliberativo, que podem ser modernamente resolvidos, de forma mais sofisticada que o acima sugerido por Moura, como vem sendo testado no projecto Demoex, mediante a utilização de algoritmos nas votações; ao invés de se adoptar o simples sistema tradicional de votação exclusiva "sim" ou "não".
Alguns instrumentos de participação popular que fazem parte de Democracias Semidiretas são o Plebiscito, o Referendo, a Iniciativa Popular, o Veto Popular e o Recall (suspensão do mandato de um político antes do término de sua vigência). Sendo que, no Brasil, só os três primeiros são descritos no artigo 14 da Constituição, já que as outras duas ferramentas de soberania popular foram sugeridas mas não aceitas pela Assembleia Constituinte de 1985.
Apesar da previsão do Plebiscito, Referendo e Iniciativa Popular em Lei como artifícios para que o Povo estabeleça limites aos parlamentares, quando se trata de usá-los é uma história diferente. Tendo em vista que os dois primeiros só podem ser colocados em prática pelos próprios parlamentares, não pelo povo em si. No entanto, a Iniciativa Popular é, de fato, um instrumento que pode ser posto em prática pela população para que, a partir de alguns pré-requisitos, o povo possa colocar leis para serem votadas nas Câmaras Municipais, Estaduais ou Federal.
Dentre outros exemplos, a participação dos cidadãos ocorre também em assembleias para decidir a implementação de Orçamentos Participativos que existem em várias cidades brasileiras como Porto Alegre e Belo Horizonte.

## Democracia participativa vs. democracia semidireta
Enquanto a democracia participativa pretende que existam efectivos mecanismos de controle da sociedade civil sob a administração pública, pressupondo assim uma prevalência da administração sobre os administrados, a democracia semidireta não pretende ser apenas mais um meio de controle da administração, mas ser a própria administração pública conduzida pela soberania popular.
Entretanto muitas vezes as instituições de democracia direta são transformadas em um mero complemento das engrenagens da democracia representativa. Esse é o caso da maioria dos estados norte-americanos. Por exemplo, o artigo II, secção 8 da Constituição do Estado da Califórnia não prevê formas legais de se encaminhar diretamente iniciativas populares através das instituições de democracia representativa, de forma a permitir sua votação. Dessa maneira, a democracia direta estilo californiano é vítima de referendos do estilo não fale, só vote. Nesse sistema dualístico os políticos profissionais podem agir para adaptar, e mesmo esvaziar, tanto as iniciativas populares como os referendos.
O lema da Listapartecipata italiana, que é "O controle do governo nas mãos do Povo (e não somente no dia das eleições)" bem ilustra esse ponto.